# Pelletier Szent Mária-Eufrázia
Pelletieri Szent Mária-Eufrázia RBP, születési nevén Rose Virginie Pelletier (Noirmoutier-en-l’Île, Franciaország, 1796. július 31. – Angers, Franciaország, 1868. április 24.) szentté avatott katolikus apáca, a Jó Pásztor Szeretetéről nevezett Miasszonyunk Kongregáció alapítója.

## Fiatalkora
Rose Virginie Pelletier a francia forradalom idején 1796-ban született született. Apja Julien Pelletier, jó nevű orvos, anyja Anne Mourain. Szüleit papok rejtegetésének vádjával (mivel a francia forradalom alatt a Rómával közösségben maradt papság működését betiltották, s Francia Nemzeti Egyházat hoztak létre, ezen papok börtön, illetve halálbüntetést kockáztattak, ha nem menekültek el), valamint, hogy a vendée-i háború idején válogatás nélkül mindenkit, így azokat is akik az ellenséges hadsereghez tartoztak ápolták, kitelepítették a vendée-i Noirmoutier-szigetre. A büntetést súlyosbítandó öt gyermeküknek a kontinensen kellett maradnia. Ezen a szigeten született meg hatodik gyermekük Rose Virginie.
Rose Virginie szülei példaképül szolgáltak neki, hiszen ők mindenkin, még a börtönben szenvedőkön is igyekeztek segíteni. A kislány nagyon élénk és huncut, csínytevésre kész volt, céltáblái gyakran a körülötte élők voltak.
Apja 1806-ban meghalt. Rose-Virginie ekkor még csak 10 éves volt. Pelletier asszony és gyermekeinek sok nehézséget kellett leküzdeniük ahhoz, hogy a család életkörülményeit fenntartsák. 1810-ben Pelletier asszony úgy döntött, hogy visszaköltözik a szárazföldre, Soullans-ba. Rose Virginie 14 éves volt, és anyja úgy döntött, hogy Tours-ba küldi egy barátnője, Chobelet asszony által vezetett intézetbe, melyet a lány nagyon nehezményezett. Néhány évvel később, 1814-ben anyja is meghalt.

## Szerzetesi élete
Noha a gyámja ellenezte, 1814-ben, 18 éves korában Rosa-Virginie belépett „A keresztény Szeretetről nevezett Miasszonyunk Nővérei” közösségbe. 1815. szeptember 6-án vette fel a szerzetesi öltözéket, majd 1817. szeptember 9-én "Szent Eufráziáról nevezett Mária" néven teszi le első fogadalmait. A szerzetesi ház, melynek tagja lett sok nehézséggel küzdött: kevés, főleg idős nővér volt, akiket megviseltek a francia forradalom ideje alatt elszenvedett atrocitások. Emellett a szerzetesi házak egyik legfontosabb problémája is fennállt, teljesen hiányzott az utánpótlás, valamint hiányoztak a képzett munkatársak. Mária Eufrázia nővért rövid időn belül újoncmesternővé nevezték ki. . Már 1825. május 26-án - nem tekintve fiatalságát - hiszen mindössze 28 éves volt - (az egyházjog szerint 40 éves kor lett volna szükséges), a szükséges felmentéssel - a kolostor főnökasszonyává választották.

## Tours-i főnöknőként
Erőteljes vérmérséklete az addig hiányzó életerővel töltötte el a menhelyet; a ház vonzóereje megnőtt, és sok fiatal lány kérte felvételét a közösségbe. Mária Eufráziát jó kapcsolatokat alakított ki mind a világi előkelőkkel, mind pedig a papsággal. Rövid időn belül létrehozta a Magdolnák szemlélődő életet élő közösségét, akiket a bűnbánókból toborzott.
A szerzetesek száma olyan szinten növekedett, hogy más települések alapításán is el kellett gondolkodnia. 1829 májusában született az a javaslat, hogy Angers-ben alapítson menhelyet. Miután megvizsgálta a helyi körülményeket júniusban meg is érkezett ide néhány nővér kíséretében. Bár az első időkben nagy anyagi nehézségek merültek fel, de Mária Eufrázia jó kapcsolatteremtő képessége miatt sok barátot szerzett, így egy helyi nemes, de Neuville úrnak önzetlen segítségével, aki megingathatatlan nagylelkűséggel egész vagyonát ennek az intézetnek áldozta ezek a problémák rövidesen megoldódtak. A legsürgősebb kérdések megoldása után Mária Eufrázia anya visszatért Tours-ba, mert főnöknői hivatalának hatéves ideje a végéhez közeledett.

## Angers-i főnöknőként
1831-ben a Tours-i püspök engedélyével Angersbe költözik, ahol a közösség elöljárójává választják. Az egyházjog értelmében ahhoz, hogy egy apáca egyik közösségből a másikba átköltözhessen ekkor püspöki engedély volt szükséges. Szervezőkészsége itt is megnyilvánul: a nővéreket, a bűnbánókat, a Magdolnákat és az árva gyermekeket külön közösségekbe fogta össze; később még más osztályokat is csatolt hozzájuk: a „megőrzötteket”, a „megszabadultakat” és a „beavatottakat.” Ez utóbbiak annak a kornak a bűnbánó női voltak, akik vonzódtak a szerzetesi élethez, de nem merték vállalni a Magdolnák szigorú életmódját.

## Viták az alapítások körül
Mária Eufráziát Angersben úgy emlegették, hogy „az egyetlen férfi Angers-ban”. Bár kemény kézzel tartotta mindig kézben a házakat, és a szerzetesi közösségeket, de mindig a gyermekek és a nővérek érdekeit voltak a szeme előtt. Ez sok esetben váltott ki összetűzést egyházi és világi személyekkel szemben. Már a Le Mans-i új alapítás, mely 1833 áprilisában volt belesodorta a főnöknőt első vitájába. Mindaddig a menhelyek teljesen függetlenek voltak egymástól, de ez sem anyagilag, sem pedig jogilag nem volt fenntartható. Mária-Eufrázia anya úgy döntött, hogy az angers-i házat rendi szervezet központjává teszi. Ez a döntése először is a többi menhely részéről támasztott nehézségeket, hiszen ez a szervezeti struktúra ellentétes volt a rend addigi szokásaival és szabályaival.
Eközben az angers-i püspök támogatásával sikerült két új alapítást életre hívnia Poitiers-ban és Grenoble-ban. A viták és a tisztázatlan egyházjogi helyzet miatt a főnöknő anya Rómához fordult, Carlo Odescalchi (1786–1841) bíboroshoz, aki sokban segítette a nővérek életét. Egy 1835. január 16-án kiadott szentszéki dekrétum szerint Angers lett a központja a Jó Pásztor Szeretetéről nevezett Miasszonyunk Kongregációjának, s védnöke Odescalchi bíboros lett. A kongregáció 1841-ben már huszonhat házat számlált Franciaországban, Belgiumban, Németországban, Angliában és Itáliában.

## Halála
1867 májusában egy tüdőgyulladás csaknem teljesen mozgásképtelenné tette, s az utazások alatt szerzett májbaja is egyre súlyosbodott. 1868. április 24-én halt meg nagy fájdalmak közepette, rákban. 1933. április 30-án boldoggá, 1940. május 2-án pedig szentté avatták. Halálakor kongregációjában 110 monostor van, 35 országban, 16 tartományban, 2376 apostoli nővér és 962 kontemplatív nővér (Magdolna), 384 novícia, 6372 bűnbánó és 8483 kislány. Ez a szám ma kb. 5500 nővér 72 országban.
- Testvéreink, a szentek: Válogatás Peter Manns Reformer der Kirche c. gyűjteményéből. Szerk. Marosi László. Kismarton: Prugg. 1977.
- Ijjas Antal: Szentek élete. 1–2. kötet. Budapest: Ecclesia. 1968.
- Balanyi György, Schütz Antal, Sebes Ferenc, Szamek József és Tomek Vince piarista atyák: Szentek élete az év minden napjára. 1–4. kötet. Szerk. Schütz Antal. Budapest: Szent István Társulat. 1932.   (I. köt. 1932. II. köt. 1933, III. köt. 1933, IV. köt. 1933); új kiadás egy kötetbe szerkesztve: Pantheon, Budapest, 1995, (a katalógusokban formailag hibás ISBN-nel szerepel) ISBN 963 225 639 7, helyes ISBN 963-225-039-7